# Jordanski muzej
Jordanski muzej je v okrožju Ras Al-Ein v mestu Aman v Jordaniji. Muzej, zgrajen leta 2014, je največji muzej v državi in gosti najpomembnejše arheološke najdbe v državi.
V muzeju so predstavljeni artefakti z različnih prazgodovinskih arheoloških najdišč v Jordaniji, vključno s kipi 'Ain Ghazal iz leta 7500 pred našim štetjem, ki veljajo za ene najstarejših človeških kipov, ki jih je človeška civilizacija kdaj koli izdelala.
Zbirke v muzeju so razporejene v kronološkem vrstnem redu. Muzej ima predavalnice, razstave na prostem, knjižnico, konservatorsko središče in območje za otroške dejavnosti. Ustanovil ga je odbor, ki ga je vodila kraljica Rania in je postal edini muzej v Jordaniji, ki uporablja sodobne tehnologije za ohranjanje artefaktov.

## Ozadje
Jordanski arheološki muzej je bil ustanovljen leta 1951, v njem pa so najpomembnejše jordanske najdbe. Vendar je stara stavba postala premajhna in ideja o razvoju novega modernega muzeja se je pojavila leta 2005. Skupni odbor, ki ga je vodila kraljica Rania, je postal odgovoren za razvoj ideje o novem modernem muzeju po mednarodnih standardih. Gradnja se je začela leta 2009, muzej pa je bil uradno odprt leta 2014, na površini več kot 10.000 kvadratnih metrov.

## Lega
Muzej je na območju Ras Al-Ein v bližini centra mesta Aman, ki meji na sedež občine Veliki Aman. Muzej je le ulico oddaljen od večjih arheoloških najdišč v Amanu, kot so rimsko gledališče, Nimfej, Amanska citadela in Hašemite Plaza.

## Glavni eksponati
V muzeju so živalske kosti izpred 1,5 milijona let, kipi iz mavca iz 'Ain Ghazala, Bakreni zvitki iz zvitkov Kumranskih rokopisov (tudi Mrtvomorski rokopisi), kopija Meševe stele (velik črni bazaltni kamen, ki je bil postavljen v Moabu in ga je vpisal moabski kralj Meša, v katerem se hvali z gradbenimi projekti, ki jih je sprožil v Moabu (sodobni Al-Karak) in spominja na njegovo slavo in zmago proti Izraelitom). Stela je eden najpomembnejših neposrednih poročil svetopisemske zgodovine. Izvirna Meševa stela je na ogled v francoskem muzeju Louvre in Jordanija zahteva njeno vrnitev. Človeški kipi, ki so jih našli pri 'Ain Ghazalu, predstavljajo ene najstarejših človeških kipov, ki jih je človeška civilizacija kadar koli postavila. 'Ain Ghazal je velika neolitska vas v Amanu, ki so jo odkrili leta 1981. V bližini khirbeta Qumran so našli bakrene zvitke, ki so inventar skritega zlata in srebra, pa tudi nekaj posod, predvidoma odpeljanih iz templja v Jeruzalemu v približno 68. letu n. št.. Napisane so v hebrejskem mišnaic slogu.